# Caherconlish
Caherconlish (irisch Cathair Chinn Lis, deutsch Steinfestung [der] Landzunge [des] Geheges) ist ein Dorf mit 1569 Einwohnern (Stand 2022) im irischen County Limerick in der Provinz Munster. 

## Lage
Caherconlish liegt etwa 16 Kilometer südöstlich des Stadtzentrums von Limerick. Durch den Ort verläuft die R513.

## Sehenswürdigkeiten
- Menhir von Skahard
- Ruine von Carrigarreely Castle
- katholische Liebfrauenkirche

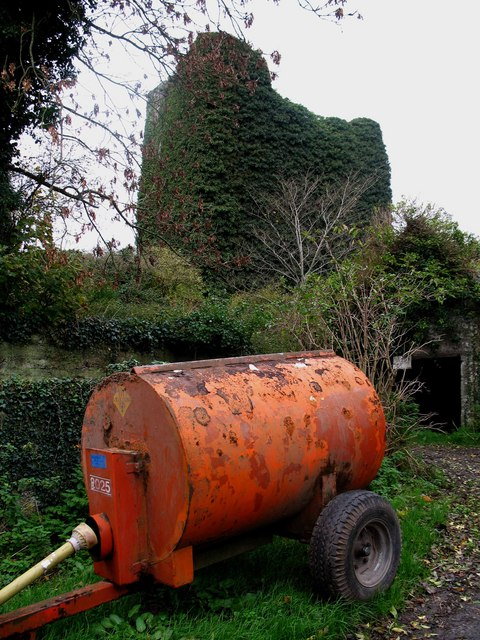
Carrigarreely Castle

## Persönlichkeiten
- Norman Garstin (1874–1926), Maler
- Nóirín Ní Riain (* 1951), Sängerin